# FK Olimpik Doneck
Az FK Olimpik Doneck egy ukrán labdarúgóklub, melynek székhelye Doneckben található, jelenleg  az ukrán első osztályban szerepel.

## Története
A klubot 2001-ben alapították. A negyedosztályban indultak el 2004-ben, majd ezt követően hét idényen keresztül szerepeltek a harmadik vonalban. A 2010–11-es szezon után feljutottak a másodosztályba. Három év után a 2013–14-es bajnokság végén megszerezték a bajnoki címet és történetük során először feljutottak az élvonalba. Első nemzetközi kupamérkőzésüket az Európa-liga 2017–18-as sorozatában játszották, ahol a harmadik selejtezőkörben a görög PAÓK ellen kiestek 3–1-s összesítéssel.

## Sikerlista
- Ukrán másodosztályú bajnok (1): 2013–14

## Nemzetközi szereplés
| Szezon  | Kupasorozat | Forduló | Nemzet      | Ellenfél | Hazai | Vendég | Össz. |
| ------- | ----------- | ------- | ----------- | -------- | ----- | ------ | ----- |
| 2017–18 | Európa-liga | 3. SK   | Görögország | PAÓK     | 1–1   | 0–2    | 1–3   |

- SK = Selejtezőkör